# 4720 Tottori
A 4720 Tottori (ideiglenes jelöléssel 1990 YG) a Naprendszer kisbolygóövében található aszteroida. Ueda Szeidzsi és Kaneda Hirosi fedezte fel 1990. december 19-én.